# Renwez
Renwez település Franciaországban, Ardennes megyében. Lakosainak száma 1637 fő (2022. január 1.). Renwez Cliron, Harcy, Lonny, Les Mazures, Montcornet és Sécheval községekkel határos.

## Népesség
A település népessége az elmúlt években az alábbi módon változott:
| Lakosok száma | 1261 | 1216 | 1331 | 1631 | 1728 | 1717 | 1688 | 1652 | 1636 | 1637 |
|               | 1968 | 1982 | 1990 | 2006 | 2013 | 2015 | 2017 | 2019 | 2020 | 2022 |